# Наводнение Бурхарди
 Наводнение Бурхарди  (известно как второе Грёте-Мандренке) — наводнение, произошедшее в ночь с 11 на 12 октября 1634 в результате вызванного ураганным ветром штормового нагона воды. Пострадали прибрежные районы Северной Фризии (Германия и Дания). Кроме большого материального ущерба погибло от 8 до 15 тысяч человек. Огромная приливная волна в Северном море размыла во многих местах остров Странд, превратив его в острова Нордштранд, Пелльворм и Нордштрандишмор. В одной из местных церквей находится отметка уровня воды на высоте 4,3 м от уровня земли.